# Tecla de Borja
Tecla de Borja (Gandia, Safor, 1435 - València, 29 d'agost de 1459) fou una noble dama i molt culta escriptora valenciana.

## Biografia
Filla de Mossèn Jofré de Borja i de Dona Isabel de Borja, va tenir quatre germans: Joana, Beatriu, Roderic i Pere Lluís. En morir el seu pare, cap a 1440, va anar amb la seua mare i els seus germans a viure a València, on era bisbe el seu oncle Alfons —el futur papa Calixt III—, i on va rebre una educació molt refinada, ja que va ser no només cantant i poetessa sinó que també rebé formació en llengües clàssiques i de música.
El seu llinatge familiar i la seua formació li van donar un cert prestigi en alguns àmbits intel·lectuals de la ciutat, fins al punt que el poeta Ausiàs March, més gran que ella i ja molt famós, li va dirigir una demanda poètica. Es va casar amb Vidal de Vilanova, de qui va quedar vídua i de qui no consta que tingués fills. Degué començar a escriure cap als vint anys i només es conserva la seua resposta a la demanda de March. El 1459 va morir, molt jove, a causa de la pesta.

## Obra i referència literària
Actualment es conserva una composició de Tecla de Borja i un elogi fúnebre des de Màntua d'Antonio Tridento, secretari del seu germà Roderic de Borja —el futur papa Alexandre VI—, amb motiu de la seua mort.
El poeta Ausiàs March li dirigeix la Demanda feta per Mossén Ausias March a la senyora Na Tecla de Borja, neboda del pare Sant, que comença «Entre'ls ulls é les orelles», a la qual ella respon amb el mateix metre i rima, com és habitualː
| « | DEMANDA a Tecla Borja Entre els ulls i les orelles / jo em trop un contrast molt gran / e d’aquell jutgessa us fan / parlant de vós maravelles. // Dient los ulls que val molt més / de vós lo veure que l’oir. / Elles no hi volen consentir, / dient que lo contrari és. // Vós, qui de totes valeu més, / així de fora com de dins, / d’aquests dos senys mirau les fins / e no l’esguard que propi els és. RESPOSTA de la dita dama Oïdes vostres raons belles, / bon mossèn March, a qui em coman, / responc-vos breu al que dit han / segons juí que faç d’aquelles. // Molt poc estim lo que en mi és, / mas, puix forçat és lo meu dir, / al qui dirà “Més val que em mir”, / jo li condamne lo procés. // Però, si parle lo revés, / de veritat mudant camins, / a vós remet los meus juïns, / qui sou de tots lo més entès. | » |